# Мандлер, Артур
Артур Мандлер (5 января 1891, Гумполец — 20 октября 1971, Прага) — чехословацкий шахматный композитор; международный мастер (1966) и международный арбитр (1956) по шахматной композиции. Редактор отдела композиции в журнале «Ревю ФИДЕ» (1958—1965). Биограф Р. Рети. Адвокат; журналист.
С 1908 опубликовал свыше 600 композиций, в том числе 320 задач (преимущественно многоходовые миниатюры) и 230 этюдов, а также ряд задач на цилиндрической доске (см. Цилиндрические шахматы). Сторонник аналитического направления в этюде. На конкурсах завоевал около 40 призов; чемпион ЧССР по 
этюдам (1955—1956 и 1957—1959) и многоходовкам (1963—1965).

## Этюды
|   | a | b | c | d | e | f | g | h |   |
| - | --- | --- | --- | --- | --- | --- | --- | --- | - |
| 8 | a8 белая ладья · a6 белая пешка · e6 чёрная пешка · f6 белый король · a4 чёрная ладья · a3 белая пешка · a1 чёрный король | a8 белая ладья · a6 белая пешка · e6 чёрная пешка · f6 белый король · a4 чёрная ладья · a3 белая пешка · a1 чёрный король | a8 белая ладья · a6 белая пешка · e6 чёрная пешка · f6 белый король · a4 чёрная ладья · a3 белая пешка · a1 чёрный король | a8 белая ладья · a6 белая пешка · e6 чёрная пешка · f6 белый король · a4 чёрная ладья · a3 белая пешка · a1 чёрный король | a8 белая ладья · a6 белая пешка · e6 чёрная пешка · f6 белый король · a4 чёрная ладья · a3 белая пешка · a1 чёрный король | a8 белая ладья · a6 белая пешка · e6 чёрная пешка · f6 белый король · a4 чёрная ладья · a3 белая пешка · a1 чёрный король | a8 белая ладья · a6 белая пешка · e6 чёрная пешка · f6 белый король · a4 чёрная ладья · a3 белая пешка · a1 чёрный король | a8 белая ладья · a6 белая пешка · e6 чёрная пешка · f6 белый король · a4 чёрная ладья · a3 белая пешка · a1 чёрный король | 8 |
| 7 | a8 белая ладья · a6 белая пешка · e6 чёрная пешка · f6 белый король · a4 чёрная ладья · a3 белая пешка · a1 чёрный король | a8 белая ладья · a6 белая пешка · e6 чёрная пешка · f6 белый король · a4 чёрная ладья · a3 белая пешка · a1 чёрный король | a8 белая ладья · a6 белая пешка · e6 чёрная пешка · f6 белый король · a4 чёрная ладья · a3 белая пешка · a1 чёрный король | a8 белая ладья · a6 белая пешка · e6 чёрная пешка · f6 белый король · a4 чёрная ладья · a3 белая пешка · a1 чёрный король | a8 белая ладья · a6 белая пешка · e6 чёрная пешка · f6 белый король · a4 чёрная ладья · a3 белая пешка · a1 чёрный король | a8 белая ладья · a6 белая пешка · e6 чёрная пешка · f6 белый король · a4 чёрная ладья · a3 белая пешка · a1 чёрный король | a8 белая ладья · a6 белая пешка · e6 чёрная пешка · f6 белый король · a4 чёрная ладья · a3 белая пешка · a1 чёрный король | a8 белая ладья · a6 белая пешка · e6 чёрная пешка · f6 белый король · a4 чёрная ладья · a3 белая пешка · a1 чёрный король | 7 |
| 6 | a8 белая ладья · a6 белая пешка · e6 чёрная пешка · f6 белый король · a4 чёрная ладья · a3 белая пешка · a1 чёрный король | a8 белая ладья · a6 белая пешка · e6 чёрная пешка · f6 белый король · a4 чёрная ладья · a3 белая пешка · a1 чёрный король | a8 белая ладья · a6 белая пешка · e6 чёрная пешка · f6 белый король · a4 чёрная ладья · a3 белая пешка · a1 чёрный король | a8 белая ладья · a6 белая пешка · e6 чёрная пешка · f6 белый король · a4 чёрная ладья · a3 белая пешка · a1 чёрный король | a8 белая ладья · a6 белая пешка · e6 чёрная пешка · f6 белый король · a4 чёрная ладья · a3 белая пешка · a1 чёрный король | a8 белая ладья · a6 белая пешка · e6 чёрная пешка · f6 белый король · a4 чёрная ладья · a3 белая пешка · a1 чёрный король | a8 белая ладья · a6 белая пешка · e6 чёрная пешка · f6 белый король · a4 чёрная ладья · a3 белая пешка · a1 чёрный король | a8 белая ладья · a6 белая пешка · e6 чёрная пешка · f6 белый король · a4 чёрная ладья · a3 белая пешка · a1 чёрный король | 6 |
| 5 | a8 белая ладья · a6 белая пешка · e6 чёрная пешка · f6 белый король · a4 чёрная ладья · a3 белая пешка · a1 чёрный король | a8 белая ладья · a6 белая пешка · e6 чёрная пешка · f6 белый король · a4 чёрная ладья · a3 белая пешка · a1 чёрный король | a8 белая ладья · a6 белая пешка · e6 чёрная пешка · f6 белый король · a4 чёрная ладья · a3 белая пешка · a1 чёрный король | a8 белая ладья · a6 белая пешка · e6 чёрная пешка · f6 белый король · a4 чёрная ладья · a3 белая пешка · a1 чёрный король | a8 белая ладья · a6 белая пешка · e6 чёрная пешка · f6 белый король · a4 чёрная ладья · a3 белая пешка · a1 чёрный король | a8 белая ладья · a6 белая пешка · e6 чёрная пешка · f6 белый король · a4 чёрная ладья · a3 белая пешка · a1 чёрный король | a8 белая ладья · a6 белая пешка · e6 чёрная пешка · f6 белый король · a4 чёрная ладья · a3 белая пешка · a1 чёрный король | a8 белая ладья · a6 белая пешка · e6 чёрная пешка · f6 белый король · a4 чёрная ладья · a3 белая пешка · a1 чёрный король | 5 |
| 4 | a8 белая ладья · a6 белая пешка · e6 чёрная пешка · f6 белый король · a4 чёрная ладья · a3 белая пешка · a1 чёрный король | a8 белая ладья · a6 белая пешка · e6 чёрная пешка · f6 белый король · a4 чёрная ладья · a3 белая пешка · a1 чёрный король | a8 белая ладья · a6 белая пешка · e6 чёрная пешка · f6 белый король · a4 чёрная ладья · a3 белая пешка · a1 чёрный король | a8 белая ладья · a6 белая пешка · e6 чёрная пешка · f6 белый король · a4 чёрная ладья · a3 белая пешка · a1 чёрный король | a8 белая ладья · a6 белая пешка · e6 чёрная пешка · f6 белый король · a4 чёрная ладья · a3 белая пешка · a1 чёрный король | a8 белая ладья · a6 белая пешка · e6 чёрная пешка · f6 белый король · a4 чёрная ладья · a3 белая пешка · a1 чёрный король | a8 белая ладья · a6 белая пешка · e6 чёрная пешка · f6 белый король · a4 чёрная ладья · a3 белая пешка · a1 чёрный король | a8 белая ладья · a6 белая пешка · e6 чёрная пешка · f6 белый король · a4 чёрная ладья · a3 белая пешка · a1 чёрный король | 4 |
| 3 | a8 белая ладья · a6 белая пешка · e6 чёрная пешка · f6 белый король · a4 чёрная ладья · a3 белая пешка · a1 чёрный король | a8 белая ладья · a6 белая пешка · e6 чёрная пешка · f6 белый король · a4 чёрная ладья · a3 белая пешка · a1 чёрный король | a8 белая ладья · a6 белая пешка · e6 чёрная пешка · f6 белый король · a4 чёрная ладья · a3 белая пешка · a1 чёрный король | a8 белая ладья · a6 белая пешка · e6 чёрная пешка · f6 белый король · a4 чёрная ладья · a3 белая пешка · a1 чёрный король | a8 белая ладья · a6 белая пешка · e6 чёрная пешка · f6 белый король · a4 чёрная ладья · a3 белая пешка · a1 чёрный король | a8 белая ладья · a6 белая пешка · e6 чёрная пешка · f6 белый король · a4 чёрная ладья · a3 белая пешка · a1 чёрный король | a8 белая ладья · a6 белая пешка · e6 чёрная пешка · f6 белый король · a4 чёрная ладья · a3 белая пешка · a1 чёрный король | a8 белая ладья · a6 белая пешка · e6 чёрная пешка · f6 белый король · a4 чёрная ладья · a3 белая пешка · a1 чёрный король | 3 |
| 2 | a8 белая ладья · a6 белая пешка · e6 чёрная пешка · f6 белый король · a4 чёрная ладья · a3 белая пешка · a1 чёрный король | a8 белая ладья · a6 белая пешка · e6 чёрная пешка · f6 белый король · a4 чёрная ладья · a3 белая пешка · a1 чёрный король | a8 белая ладья · a6 белая пешка · e6 чёрная пешка · f6 белый король · a4 чёрная ладья · a3 белая пешка · a1 чёрный король | a8 белая ладья · a6 белая пешка · e6 чёрная пешка · f6 белый король · a4 чёрная ладья · a3 белая пешка · a1 чёрный король | a8 белая ладья · a6 белая пешка · e6 чёрная пешка · f6 белый король · a4 чёрная ладья · a3 белая пешка · a1 чёрный король | a8 белая ладья · a6 белая пешка · e6 чёрная пешка · f6 белый король · a4 чёрная ладья · a3 белая пешка · a1 чёрный король | a8 белая ладья · a6 белая пешка · e6 чёрная пешка · f6 белый король · a4 чёрная ладья · a3 белая пешка · a1 чёрный король | a8 белая ладья · a6 белая пешка · e6 чёрная пешка · f6 белый король · a4 чёрная ладья · a3 белая пешка · a1 чёрный король | 2 |
| 1 | a8 белая ладья · a6 белая пешка · e6 чёрная пешка · f6 белый король · a4 чёрная ладья · a3 белая пешка · a1 чёрный король | a8 белая ладья · a6 белая пешка · e6 чёрная пешка · f6 белый король · a4 чёрная ладья · a3 белая пешка · a1 чёрный король | a8 белая ладья · a6 белая пешка · e6 чёрная пешка · f6 белый король · a4 чёрная ладья · a3 белая пешка · a1 чёрный король | a8 белая ладья · a6 белая пешка · e6 чёрная пешка · f6 белый король · a4 чёрная ладья · a3 белая пешка · a1 чёрный король | a8 белая ладья · a6 белая пешка · e6 чёрная пешка · f6 белый король · a4 чёрная ладья · a3 белая пешка · a1 чёрный король | a8 белая ладья · a6 белая пешка · e6 чёрная пешка · f6 белый король · a4 чёрная ладья · a3 белая пешка · a1 чёрный король | a8 белая ладья · a6 белая пешка · e6 чёрная пешка · f6 белый король · a4 чёрная ладья · a3 белая пешка · a1 чёрный король | a8 белая ладья · a6 белая пешка · e6 чёрная пешка · f6 белый король · a4 чёрная ладья · a3 белая пешка · a1 чёрный король | 1 |
|   | a | b | c | d | e | f | g | h |   |

1.Ла7! (1.Кр:е6? Лh4 2.Лf8 Ла4! — ничья) 

1. ... Л:а3 2.Кр:е6 Ла2 (2. ... Кра2 3.Kpd5 Лd3+ 4.Крс4! Лd6 5.Крb5) 

3.Ла8! Лh2 4.Лf8 Ла2 5.Лf1+ Крb2 6.Лf2+ и выигрыш. 

## Книги
- Sbirka šachových skladeb, Praha, 1970;
- Studie, Praha, 1970;
- Этюды Р. Рети, М.— Л., 1931 (в русском переводе).